# Літтл Гузік
Літтл Гузік — річка в Сполучених Штатах Америки, ліва притока річки Гузік. Протікає територією штату Нью-Йорк. Водозбірний басейн річки формується притоками і струмками, які походять із західних схилів гірських пасом Таконіку штату Нью-Йорк.

## Русло
Виток річки Літтл Гузік розташований на території штату Нью-Йорк менше, ніж за кілометр від його кордону із штатом Массачусетс, недалеко від вершини Майсері Маунтейн, в долині Джордж Аллен Холлоу, що лежить на північно-західних схилах гірського хребта Таконік Ранг (англ. Taconic Range). Русло прямує на північний захід по дну долини та зливається із двома струмками і далі прямує поряд із дорогою Джорджа Аллена. У місці де долина Аллен Холлоу зустрічається із долиною Меттісон Холлоу, у Літтл-Гузік впадає права притока Кронк Брук. Перетинаючись із автошляхом , прямує далі до південних околиць Берліна — Черрі-Плейн, де розташована центральна Берлінська середня школа.
Після Черрі-Плейн річка протікає через саме містечко Берлін, що розтягнулося долиною на добрий десяток кілометрів. Русло проходить через центр містечка Берлін Центр. Далі, безпосередньо перед, та у самому Норт-Берліні, долина розширюється, до неї справа примикають долини Браунс Холлоу, Ґрінес Холлоу та Ковдри Холлоу, по дну яких протікають і впадають у Літтл Гузік три праві притоки — струмки Браун Брук, Ґрінес Брук та Ковдри Брук, які впадають у Літтл Гузік перед початковою школою Берліна. Далі русло петляє та прямує поряд із автошляхом , переходячи із одного його боку на інший, утворюючи петлі та банки із річкових нанесень, та утворюючи буруни і перекати. Перед містечком Петербург води річки поповнює права притока Дейфут Брук із численними притоками і струмками, які збирають води з долин, що примикають до долини Дейфут Холлоу.
Лівих приток значно менше, ніж правих. Найбільші з них, як правило, витікають із гірських озер. Це струмок Ділл Крік, гірський струмок, який витікає із озера Кендал Понд, та ряд інших невеликих лівих приток і струмків. Найбільшою лівою притокою є Ред Понд Брук, який витікає із озера Ред Понд і впадає якраз навпроти правої притоки — струмка із долини Луїс Холлоу у містечку Петербург. Далі, поповнюючи свої води за рахунок невеликих правих і лівих струмків, Літтл Гузік впадає у Гузік в районі долини Бриз Холлоу, безпосередньо перед містечком Норт-Перербург.

## Притоки
| - Ділл Крік - Кендал Понд Брук - Ред Понд Брук | - Кронк Брук - Браун Брук - Ґрінес Брук - Ковдри Брук - Луїс Брук - Дейфут Брук |